# Glypta bradleyi
Glypta bradleyi là một loài tò vò trong họ Ichneumonidae.